# Helcogramma obtusirostris
Helcogramma obtusirostris, a veces incorrectamente escrito como H. obtusirostre, es una especie de pez de la familia Tripterygiidae en el orden de los Perciformes.

## Morfología
• Los machos pueden llegar alcanzar los 45 cm de longitud total.
- Número de  vértebras: 35-36.[2]

## Depredadores
En Japón es depredado por Fístula commersonii.

## Hábitat
Es un pez de mar y de clima tropical  que vive hasta los 30 m de profundidad.

## Distribución geográfica
Se encuentra desde el Mar Rojo hasta Transkei (Sudáfrica) y el Pacífico occidental. También se encuentra en el  Atlántico suroriental: isla de la Ascensión y Santa Helena.